# Cordon
Cordon – miejscowość i gmina we Francji, w regionie Owernia-Rodan-Alpy, w departamencie Górna Sabaudia.
Według danych na rok 1990 gminę zamieszkiwało 766 osób, a gęstość zaludnienia wynosiła 34 osoby/km² (wśród 2880 gmin regionu Rodan-Alpy Cordon plasuje się na 932. miejscu pod względem liczby ludności, natomiast pod względem powierzchni na miejscu 405.).